# Anna Stupnicka-Bando

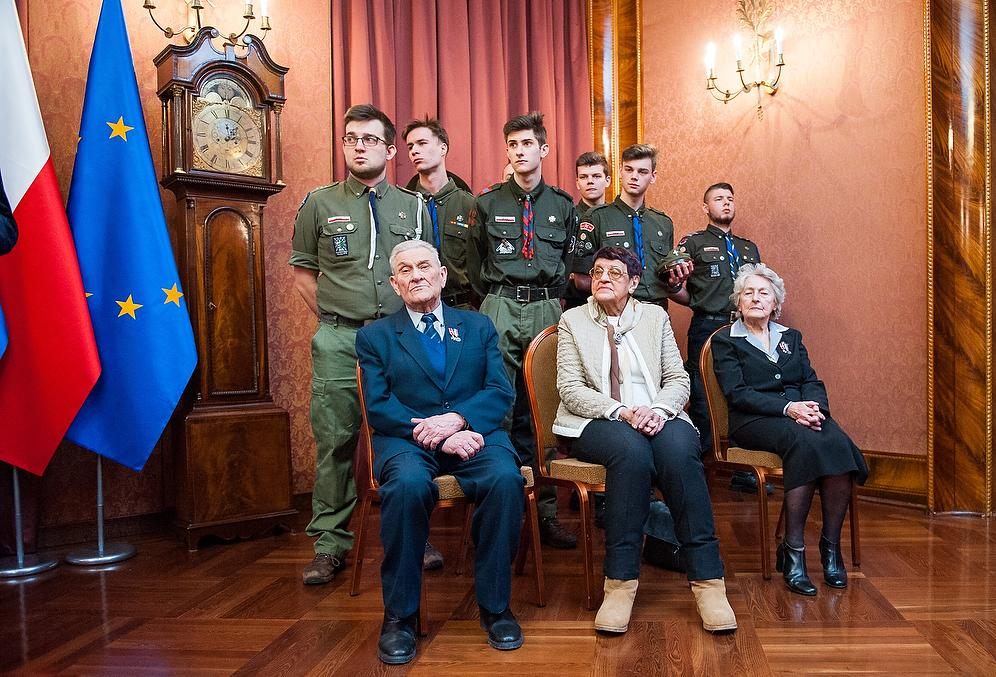
Tadeusz Stankiewicz, Stanisława Śliwińska, Anna Stupnicka-Bando (2020)

Anna Stupnicka-Bando, właśc. Anna Bożenna Bando, ps. „Anka” (ur. 23 lutego 1929 w Końskich) – polska lekarka, od 2014 prezeska Polskiego Towarzystwa Sprawiedliwych wśród Narodów Świata.

## Życiorys
Ojciec Anny Stupnickiej-Bando przed wojną był starostą w Końskich. Matka, Janina z domu Wójcik, pracowała jako nauczycielka. Po rozstaniu z mężem pracowała w administracji wojskowej. Przed wojną Anna Stupnicka mieszkała wraz z matką i babką na ul. Mickiewicza 25 na warszawskim Żoliborzu, uczęszczała do szkoły Sióstr Zmartwychwstanek.
We wrześniu 1939 rodzina została ewakuowana z Warszawy. Po dotarciu do granicy rumuńskiej Janina pod wpływem matki zdecydowała się wrócić do okupowanej stolicy. Zajmowała się tam  prowadzeniem ksiąg meldunkowych i administracji budynków. Dzięki przepustce pozwalającej poruszać się po getcie, zimą 1941 wraz z Anną Stupnicką wyprowadziła stamtąd żydowską dziewczynkę – Lilianę Alter, córkę działacza Bundu, Hilarego; matka Liliany zginęła w czasie wojny. Do wybuchu powstania warszawskiego Liliana, przedstawiająca się jako Krysia Wójcik, ukrywała się u Stupnickich. Dziewczynki brały udział w tajnym nauczaniu. Do mieszkania na Żoliborzu przychodzili także inni ukrywający się Żydzi: Ryszard Grynberg i Mikołaj Borenstein. Borensteinowi Janina pomogła załatwić kenkartę i pracę w sąsiednim budynku. Po wybuch powstania kobiety przebywały w piwnicach domu. Anna Stupnicka jako sanitariuszka organizowała punkt medyczny Obwodu II „Żywiciel” Armii Krajowej. Po powstaniu kobiety trafiły do obozu przejściowego w Pruszkowie.
Stamtąd zostały skierowane przez Niemców do Krakowa. Podczas wywózki udało się zbiec. Wczesną wiosną 1945 przyjechały do Warszawy. Bezpośrednio po wojnie Stupnickie przeprowadziły się do Gdańska. Anna Stupnicka działała w Towarzystwie Przyjaciół Żołnierza. Wróciły do Warszawy. W 1954 spłonął ich domek w Międzylesiu. Anna Stupnicka rozpoczęła studia na Akademii Medycznej w Warszawie. Po pewnym czasie przerwała, by pomagać chorej matce. Dorabiała, prowadząc kiosk ruchu. Mieszkały u sąsiadki. Anna Stupnicka następnie wyszła za mąż za inżyniera, pracownika Instytutu Elektrotechniki w Międzylesiu. Ukończyła studia, zyskując specjalizację z neurologii. Zawodowo przez całe życie związana z Centralnym Szpitalem Kolejowym. Prowadziła także przychodnię neurologiczną.
Udzielała się w kole kombatantów „Wawer”, będąc przez pewien czas członkinią zarządu. Prowadziła gabinet dla kombatantów. W Polskim Towarzystwie Sprawiedliwych wśród Narodów Świata początkowo była w zarządzie, a w 2008 została jego prezeską. Jako przedstawicielka Sprawiedliwych w 2009 brała udział w wizycie w Stanach Zjednoczonych, podczas której spotkała się m.in. z prezydentem Barackiem Obamą.
Cała trójka Żydów przeżyła wojnę. Anna Stupnicka utrzymywała kontakt z Grynbergiem do lat 70. Liliana Alter (po mężu Ridler) po wojnie wyjechała do cioci we Francji; w 1989 odnowiła kontakt z Anną Stupnicką, kobiety spotkały się w Paryżu.
W 2019, z okazji 90. rocznicy urodzin, życzenia przekazał jej Prezydent RP Andrzej Duda.

## Ordery i odznaczenia
- Krzyż Komandorski Orderu Odrodzenia Polski (2008)[1][9]
- Medal Stulecia Odzyskanej Niepodległości (2018)[10]
- Medal „Pro Patria” (2017)[11]
- Medal „Pro Bono Poloniae” (2018)[12]
- Medal Sprawiedliwy wśród Narodów Świata (1983)[13]